# Joaquim Manuel Correia da Silva e Gama
Marechal Joaquim Manuel Correia da Silva e Gama (Ribandar, 8 de março de 1776 - Pangim, 15 de maio de 1838) foi um militar luso-Indiano. 
Com as mudanças no Reino em 1820 e a deposição de Diogo de Sousa, conde de Rio Pardo, acabou por formar a junta governativa da Índia, com Manuel José Gomes Loureiro, marechal Manuel Godinho Mira, Gonçalo de Magalhães Teixeira Pinto e Manuel Duarte Leitão.
Em 1835, com a crise política na Índia Portuguesa e as sangrentas disputas na região, o governador deposto Bernardo Peres da Silva refugia-se em Damão, assumindo por dois dias o governo Manuel Francisco de Portugal e Castro. Nesses dois dias, Silva e Gama é eleito para substituir Portugal e Castro, ficando no cargo entre 10 de fevereiro e 3 de março, quando também é deposto e substituído por uma nova junta de governo.